# 청하 (술)
청하(淸河)는 1986년 3월에 롯데칠성음료에서 만든 청주의 상품명이다. 3번 깎은 쌀의 속살을 12~15도의 저온에서 한달 간 서서히 발효시켜 잡스러운 맛과 향이 생성되지 않는다. 또한 다른 저도주와는 달리 한약재, 향료, 색소 등을 첨가하지 않았다. 또한 냉각 여과로 쓴 맛과 알코올취를 제거하였다.